# Krasnosilka, Slavuta
Krasnosilka (în ucraineană Красносілка) este un sat în comuna Deakiv din raionul Slavuta, regiunea Hmelnîțkîi, Ucraina.

## Demografie
Componența lingvistică a localității Krasnosilka
     Ucraineană (98,79%)
     Alte limbi (0,81%)
Conform recensământului din 2001, majoritatea populației localității Krasnosilka era vorbitoare de ucraineană (98,79%), existând în minoritate și vorbitori de alte limbi.